# Cosh Omar
Coşkun Ömer, mais comumente conhecido como Cosh Omar, (nascido em Londres, Inglaterra), é um ator britânico e dramaturgo de ascendência cipriota turco. Peças teatrais de Omar mais notáveis incluem "The Battle of Green Lanes" e "The Great Extension", que lidam com questões multiculturais em Londres, com o uso da comédia. Também apareceu em vários episódios das séries de TV: The Bill, Bleak House, EastEnders e Spooks.